# 小行星11134
小行星11134（11134 České Budějovice）是一颗绕太阳运转的小行星，为主小行星带小行星。该小行星于1996年12月4日发现。

## 轨道参数
小行星11134的轨道半长轴为2.9129238 UA，离心率为0.021。